# Fernanda Nissen
Petra Gregorine Fernanda Nissen (née Thomesen, 15 de agosto de 1862 – 3 de abril de 1920) fue una periodista, crítica literaria, crítica de teatro, política y pionera feminista noruega.

## Primeros años
Fernanda Thomesen nació en Sannidal, provincia de Telemark, hija del cónsul Thomes Thomesen y de Bertha Marthine Olea Debes. Era sobrina de Ole Thomesen.
Estuvo casada con el editor de periódicos y político Lars Holst de 1882 a 1895, y con el médico Oscar Egede Nissen de 1895 a 1911. Por parte de su hermana Sophie, fue la cuñada del pintor e ilustrador Erik Werenskiold, y tía de Werner y Dagfin Werenskiold.

## Carrera
Nissen trabajó muchos años como maestra y más tarde como periodista. Fue periodista para Dagbladet en los '80, y crítica literaria para el periódico Dagsavisen de 1892 a 1918. Fue presidente de Fyrstikkarbeidernes fagforening desde su creación en 1889. Editó la revista  Kvinden desde 1909. Trabajó como censora de películas desde 1913, siendo una de los dos primeros censores de películas de Noruega. Pertenecía a una red de mujeres escritoras y críticas, incluyendo a Nini Roll Anker, Hulda Garborg y Sigrid Undset. En la década de 1880 participó activamente en el Partido Liberal. Fue representante del Partido Laborista Noruego en el concejo municipal de Oslo desde 1910. Como política, presidió el comité de parques, y trabajó para mejorar las condiciones de vida de los pobres, especialmente mujeres y niños. También trabajó en temas de educación, y la escuela local de Oslo fue fundada a partir de su iniciativa.
Murió en Barmen, Alemania en 1920. Una calle en el barrio Sagene de Oslo lleva su nombre desde 1923 y un monumento en su memoria fue levantado en 1931 en el parque Torshov.